# Driopea chinensis
Driopea chinensis là một loài bọ cánh cứng trong họ Cerambycidae.